# Ypsilon Piscis Austrini
Ypsilon Piscis Austrini (υ Piscis Austrini, förkortat Ypsilon PsA, υ PsA) som är stjärnans Bayerbeteckning, är en ensam stjärna belägen i den södra delen av stjärnbilden Södra fisken. Den har en skenbar magnitud på 4,98 och är svagt synlig för blotta ögat där ljusföroreningar ej förekommer. Baserat på parallaxmätning inom Hipparcosuppdraget på ca 7,7 mas, beräknas den befinna sig på ett avstånd på ca 420 ljusår (ca 130 parsek) från solen. Den är katalogiserat som medlem av rörelsegruppen Wolf 630.

## Egenskaper
Ypsilon Piscis Austrini är en orange till röd jättestjärna av spektralklass K4 III med en effektiv temperatur på ca 4 100 K.